# برایان رومرو

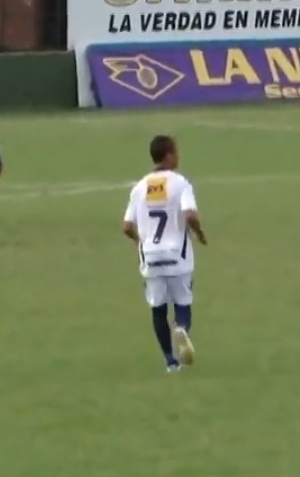
برایان رومرو - ۲۰۱۱

برایان رومرو (انگلیسی: Braian Romero؛ زادهٔ ۱۵ ژوئن ۱۹۹۱) بازیکن فوتبال اهل آرژانتین است.
از باشگاه‌هایی که در آن بازی کرده‌است می‌توان به باشگاه فوتبال آرژانتینوس جونیورز اشاره کرد.